# Ʃ
Ʃ, ʃ (Esh) 是扩展拉丁字母之一。此小写字母首先在1847年由艾薩克·皮特曼製作的音標中代表英语的 sh，之后也用在國際音標上用來代表清齒齦後擦音。
此字母亦是非洲参考字母之一，在部分非洲语言中使用，包括非洲南部的修纳语。大写字母乃参照希腊字母 Σ 而成。

## 参看
- ∫（积分符号）
- ſ（长s）
- Σ σ（希腊字母）